# Labdarúgás az 1968. évi nyári olimpiai játékokon
A mexikóvárosi olimpia labdarúgótornáján tizenhat csapat  vett részt. Erre a tornára a címvédő magyarokon és a rendező mexikóiakon kívül minden jelentkező országnak selejtezőtornán kellett megszereznie az indulási jogot. Az első mérkőzéseket október 13-án, a döntőt pedig október 26-án rendezték. A tizenhatos mezőnyt négy darab négyes csoportba sorsolták, ahonnan az első két helyezett jutott tovább az egyenes kieséses szakaszba. A csoportok a következők voltak:
- A csoport: Franciaország, Guinea, Kolumbia, Mexikó
- B csoport: Brazília, Japán, Nigéria, Spanyolország
- C csoport: Ghána, Izrael, Magyarország, Salvador
- D csoport: Bulgária, Csehszlovákia, Guatemala, Thaiföld

Ezen a tornán készült el a magyar olimpiai labdarúgás aranytörténetének harmadik, és ezidáig utolsó fejezete, azaz Magyarországnak sikerült megvédenie címét, és olimpiai bajnokságot nyert.

## Éremtáblázat
(Magyarország eltérő háttérszínnel, az egyes számoszlopok legmagasabb értéke, vagy értékei vastagítással kiemelve.)
| Az 1968. évi nyári olimpiai játékok éremtáblázata labdarúgásban | Az 1968. évi nyári olimpiai játékok éremtáblázata labdarúgásban | Az 1968. évi nyári olimpiai játékok éremtáblázata labdarúgásban | Az 1968. évi nyári olimpiai játékok éremtáblázata labdarúgásban | Az 1968. évi nyári olimpiai játékok éremtáblázata labdarúgásban | Olimpia  |
| --------------------------------------------------------------- | --------------------------------------------------------------- | --------------------------------------------------------------- | --------------------------------------------------------------- | --------------------------------------------------------------- | -------- |
|                                                                 | Ország                                                          | Arany                                                           | Ezüst                                                           | Bronz                                                           | Összesen |
| 1.                                                              | Magyarország (HUN)                                              | 1                                                               | 0                                                               | 0                                                               | 1        |
|                                                                 |                                                                 |                                                                 |                                                                 |                                                                 |          |
| 2.                                                              | Bulgária (BUL)                                                  | 0                                                               | 1                                                               | 0                                                               | 1        |
|                                                                 |                                                                 |                                                                 |                                                                 |                                                                 |          |
| 3.                                                              | Japán (JPN)                                                     | 0                                                               | 0                                                               | 1                                                               | 1        |
|                                                                 |                                                                 |                                                                 |                                                                 |                                                                 |          |
| Összesen                                                        | Összesen                                                        | 1                                                               | 1                                                               | 1                                                               | 3        |

## Érmesek
| Arany | Ezüst | Bronz |
| Magyarország (HUN) | Bulgária (BUL) | Japán (JPN) |
| Básti István Fatér Károly Fazekas László Dunai Antal Dunai Lajos Juhász István Keglovich László Kocsis Lajos Menczel Iván Nagy László Noskó Ernő Novák Dezső Páncsics Miklós Sárközi István Szalay Miklós Szarka Zoltán Szűcs Lajos Bicskei Bertalan* Varga Zoltán*Szövetségi kapitány: Lakat Károly | Georgi Cvetkov Jancso Dimitrov Milko Gajdarszki Ivajlo Georgiev Atanasz Gerov Mihail Gjonin Georgi Hrisztakiev Kiril Ivkov Evgeni Jancsovszki Sztojan Jordanov Todor Krasztev Atanasz Mihajlov Mityu Monev Aszparuh Nikodimov Kiril Sztankov Georgi Vaszilev Cvetan Veszelinov Ivan Zafirov Petar Zsekov | Jokojama Kenzó Katajama Hirosi Mijamoto Maszakacu Jamagucsi Jositada Kamata Micuo Szuzuki Rjózó Tomizava Kijosi Mori Takadzsi Ogi Aritacu Jugucsi Eizó Jaegasi Sigeo Mijamoto Teruki Vatanabe Maszasi Kuvahara Jaszujuki Kamamoto Kunisige Macumoto Ikuo Szugijama Rjúicsi Hamazaki Maszahiro |

* - olimpiai csapatnak tagja volt, de nem lépett pályára

## Elnöki értékelés
Sír Stanley Rousmak, a FIFA elnökének véleménye az olimpiai labdarúgó tornáról.
A labdarúgó-torna szervezése magas szinten biztosította a lebonyolítást. Kiváló volt a szolgáltatás, ami megnyugtató, mert 1970-ben a labdarúgó-világbajnokságot Mexikóban bonyolítják le, így a rendezők már most megszerezhették a kellő tapasztalatokat.
Dicséretes, hogy a mérkőzéseken kevesebb szabálysértés fordult elő, mint az eddigi olimpiai tornákon.

### Játékvezetés
A fegyelmezések büntetése érdekében a FIFA éles helyzetben itt, az olimpiai labdarúgó tornán próbálta ki a sárga és a piros lapok  alkalmazhatóságát.
Az olimpiai labdarúgó tornán működő játékvezetőket úgy válogatták össze, hogy ne csak a résztvevők, hanem a többi ország játékvezetői is képviselve legyenek.
A FIFA Játékvezető Bizottsága a nemzeti szövetségek javaslatára 25 játékvezetőt: Dél-Amerikából 11 főt - közülük 6 főt Mexikóból -, Európából 6 főt, Afrikából 6 főt és Ázsiából 2 főt hívott meg a labdarúgó játékok irányítására. Érdekes, hogy nem a döntő mérkőzést vezető Diego de Leo vezette a legtöbb mérkőzést, hanem Seyoum Tarekegn bíró, összesen hármat. Ramón Mármol (El Salvador)-ból egy mérkőzést vezetett, egy esetben sem volt partbíró. Kettő játékvezető, a mexikói Gonzales Archundia és Javier Galindo csak partbíróként tevékenykedett. Többen működtek hat mérkőzésen, de a legtöbb partbírói feladatot, ötöt George Lamptey (Ghána) látott el.
Öt olyan fiataltól láthatott kiváló játékvezetést a közönség, akik eddig ismeretlenek voltak. Az öt játékvezető: Abel Aguilar Elizalde, Seyoum Tarekegn, Ávráhám Klein, Michel Kitabdjian, Milivoje Gugulović.

#### Sportszerűtlenség
A labdarúgó torna legsúlyosabb sportszerűtlensége volt, amikor a Ghána – Izrael mérkőzésen két ghánai játékos - Alhassan és Attiquayefio - egy általuk vélelmezett ítélet miatt megtámadták a játékvezetőt. A játékvezető a tettlegesség miatt idő előtt beszüntette a játékot. A FIFA jelen lévő Fegyelmi Bizottsága egy-egy évre eltiltotta őket a nemzetközi mérkőzésektől.

### Játékvezetők
| Afrika - Ávráhám Klein - Seyoum Tarekegn - Thompson Badru - Augusto Robles - Jean Louis Faber - George Lamptey Ázsia - Marujama Josijuki - Vancsaj Szuvari Európa - Zsolt István - Milivoje Gugulović - Karol Galba - Michel Kitabdjian - Mariano Medina - Dimitar Rumencsev | Közép- és Dél-Amerika - Romualdo Arppi Filho - Arturo Yamasaki - Erwin Hieger - Guillermo Velasquez - Diego de Leo - Abel Aguilar Elizalde - Felipe Buergo - Raul Osorio Castillo - Alfonso Gonzales Archundia - Javier Galindo - Ramón Mármol |

## Selejtezőmérkőzések
Mivel tizenhat csapatnál jóval több nemzet szeretett volna indulni az olimpián, ezért selejtezőmérkőzésekre volt szükség. A selejtezőket kontinensenként külön szervezték. A különböző kontinensekről különböző számú nemzet vehetett részt az olimpián. A rendező Mexikónak illetve a címvédő Magyarországnak nem kellett selejtezőmérkőzéseket játszania, alanyi jogon jutottak ki az olimpiára. A selejtezőkörből továbbjutó nemzetek listáját az alábbi táblázat tartalmazza:
| Kontinens               | Induló nemzetek száma | Nemzetek                                                                      |
| ----------------------- | --------------------- | ----------------------------------------------------------------------------- |
| Afrika                  | 3                     | Ghána, Guinea, Nigéria                                                        |
| Ázsia                   | 3                     | Izrael, Japán, Thaiföld                                                       |
| Dél-Amerika             | 2                     | Brazília, Kolumbia                                                            |
| Európa                  | 5                     | Bulgária, Csehszlovákia, Franciaország, Magyarország (címvédő), Spanyolország |
| Észak- és Közép-Amerika | 3                     | Guatemala, Mexikó (rendező ország), Salvador                                  |

## Helyszínek
Összesen harminckét meccset rendeztek az olimpiai labdarúgótornán. Ezeket a szokásoknak megfelelően nem csak Mexikóvárosban rendezték. Mexikó négy városának összesen négy stadionjában játszottak mérkőzéseket. A helyosztókat a híres Azteca stadionban rendezték.
| Város       | Stadion            | Mérkőzések száma | Távolság Mexikóvárostól (mérföld) | Kapacitás (fő) |
| ----------- | ------------------ | ---------------- | --------------------------------- | -------------- |
| Mexikóváros | Azteca stadion     | 10               | -                                 | 100 000        |
| Guadalajara | Jalisco stadion    | 8                | 365                               | 31 891         |
| León        | León stadion       | 7                | 247                               | 23 609         |
| Puebla      | Cuauhtémoc stadion | 7                | 80                                | 35 563         |

## Válogatottak
Az olimpián részt vevő labdarúgó-válogatott játékosok teljes listáját lásd itt: Labdarúgó-válogatottak az 1968. évi nyári olimpiai játékokon

## Mérkőzések

### Csoportkör
A csoportkörben minden nemzet az összes csoportellenfelével egyszer játszott és az ezeken a mérkőzéseken elért eredménye rangsorolta azt. A csoportok első két helyezettjei jutottak tovább a negyeddöntőkbe. A győzelemért kettő, a döntetlenért egy, míg a vereségért nulla pont járt. A sorrendet elsősorban a szerzett pontok száma határozta meg, azonban pontegyenlőség esetén a jobb gólkülönbség rangsorolt. A csoportmérkőzéseket október 13. és október 18. között rendezték.
| Színmagyarázat                                             |
| ---------------------------------------------------------- |
| A csoportok első két helyezettje bejutott a negyeddöntőbe. |
| A csoportok harmadik és negyedik helyezettjei kiestek.     |

#### A csoport
| Csapat        | M | Gy | D | V | G+ | G– | Gk | P |
| ------------- | - | -- | - | - | -- | -- | -- | - |
| Franciaország | 3 | 2  | 0 | 1 | 8  | 4  | +4 | 4 |
| Mexikó        | 3 | 2  | 0 | 1 | 6  | 4  | +2 | 4 |
| Kolumbia      | 3 | 1  | 0 | 2 | 4  | 5  | –1 | 2 |
| Guinea        | 3 | 1  | 0 | 2 | 4  | 9  | –5 | 2 |

| 1968. október 13. |

| Mexikó (MEX) | 1–0               | Kolumbia |
| ------------ | ----------------- | -------- |
| Estrada 6'   | (1–0) Jegyzőkönyv |          |

| Azteca stadion, Mexikóváros Játékvezető: Zsolt István (HUN) Asszisztensek: Dimitar Rumencsev (BUL), George Lamptey (GHA) |

| 1968. október 13. |

| Franciaország (FRA)                     | 3–1               | Guinea             |
| --------------------------------------- | ----------------- | ------------------ |
| Hallet 61' Horlaville 64' Perrigaud 70' | (0–0) Jegyzőkönyv | Mamadou Camara 79' |

| Cuauhtémoc stadion, Puebla Játékvezető: Milivoje Gugulović (YUG) Asszisztensek: Seyoum Tarekegn (ETH), Karol Galba (TCH) |

| 1968. október 15. |

| Franciaország (FRA)                           | 4–1               | Mexikó        |
| --------------------------------------------- | ----------------- | ------------- |
| Case 20' 69' Tamboueon 30' Medina 36' (öngól) | (3–1) Jegyzőkönyv | Victorino 26' |

| Azteca stadion, Mexikóváros Játékvezető: Erwin Hieger (PER) Asszisztensek: Karol Galba (TCH), Milivoje Gugulović (YUG) |

| 1968. október 15. |

| Guinea (GUI)                     | 3–2               | Kolumbia               |
| -------------------------------- | ----------------- | ---------------------- |
| Mo. Camara 26' F. Camara 58' 84' | (1–0) Jegyzőkönyv | Santa 49' Mosquera 66' |

| Cuauhtémoc stadion, Puebla Játékvezető: Dimitar Rumencsev (BUL) Asszisztensek: Zsolt István (HUN), Ávráhám Klein (ISR) |

| 1968. október 17. |

| Mexikó (MEX)                  | 4–0               | Guinea    |
| ----------------------------- | ----------------- | --------- |
| Pereda 70' 85' Pulido 86' 88' | (0–0) Jegyzőkönyv | Keita 72′ |

| Azteca stadion, Mexikóváros Játékvezető: Vancsaj Szuvari (THA) Asszisztensek: Augusto Robles (GUI), George Lamptey (GHA) |

| 1968. október 17. |

| Kolumbia (COL)           | 2–1               | Franciaország |
| ------------------------ | ----------------- | ------------- |
| Tamayo 14' Jaramillo 35' | (2–0) Jegyzőkönyv | Tamboueon 59' |

| Cuauhtémoc stadion, Puebla Játékvezető: Karol Galba (TCH) Asszisztensek: Dimitar Rumencsev (BUL), Milivoje Gugulović (YUG) |

#### B csoport
| Csapat        | M | Gy | D | V | G+ | G– | Gk | P |
| ------------- | - | -- | - | - | -- | -- | -- | - |
| Spanyolország | 3 | 2  | 1 | 0 | 4  | 0  | +4 | 5 |
| Japán         | 3 | 1  | 2 | 0 | 4  | 2  | +2 | 4 |
| Brazília      | 3 | 0  | 2 | 1 | 4  | 5  | –1 | 2 |
| Nigéria       | 3 | 0  | 1 | 2 | 4  | 9  | –5 | 1 |

| 1968. október 14. |

| Spanyolország (ESP) | 1–0               | Brazília         |
| ------------------- | ----------------- | ---------------- |
| Fernández 77'       | (0–0) Jegyzőkönyv | Manoel Maria 44′ |

| Azteca stadion, Mexikóváros Játékvezető: Ávráhám Klein (ISR) Asszisztensek: George Lamptey (GHA), Vancsaj Szuvari (THA) |

| 1968. október 14. |

| Japán (JPN)          | 3–1               | Nigéria   |
| -------------------- | ----------------- | --------- |
| Kamamoto 24' 72' 89' | (1–1) Jegyzőkönyv | Okoye 33' |

| Cuauhtémoc stadion, Puebla Játékvezető: Ramón Mármol (SLV) Asszisztensek: Erwin Hieger (PER), Augusto Robles (GUI) |

| 1968. október 16. |

| Spanyolország (ESP)       | 3–0               | Nigéria |
| ------------------------- | ----------------- | ------- |
| Ortuño 27' Grande 52' 69' | (1–0) Jegyzőkönyv |         |

| Azteca stadion, Mexikóváros Játékvezető: Augusto Robles (GUA) Asszisztensek: Erwin Hieger (PER), Ávráhám Klein (ISR) |

| 1968. október 16. |

| Brazília (BRA) | 1–1               | Japán        |
| -------------- | ----------------- | ------------ |
| Ferretti 9'    | (1–0) Jegyzőkönyv | Vatanabe 83' |

| Cuauhtémoc stadion, Puebla Játékvezető: George Lamptey (GHA) Asszisztensek: Seyoum Tarekegn (ETH), Dimitar Rumencsev (BUL) |

| 1968. október 18. |

| Spanyolország (ESP) | 0–0         | Japán |
| ------------------- | ----------- | ----- |
|                     | Jegyzőkönyv |       |

| Azteca stadion, Mexikóváros Játékvezető: Erwin Hieger (PER) Asszisztensek: Milivoje Gugulović (YUG), Zsolt István (HUN) |

| 1968. október 18. |

| Brazília (BRA)                                  | 3–3               | Nigéria                     |
| ----------------------------------------------- | ----------------- | --------------------------- |
| Ferretti 50' 55′ Olumodeji 59' (öngól) Tião 65' | (0–3) Jegyzőkönyv | Olayombo 10' 41' Anieke 19' |

| Cuauhtémoc stadion, Puebla Játékvezető: Seyoum Tarekegn (ETH) Asszisztensek: Ávráhám Klein (ISR), Vancsaj Szuvari (THA) |

#### C csoport
| Csapat       | M | Gy | D | V | G+ | G– | Gk | P |
| ------------ | - | -- | - | - | -- | -- | -- | - |
| Magyarország | 3 | 2  | 1 | 0 | 8  | 2  | +6 | 5 |
| Izrael       | 3 | 2  | 0 | 1 | 8  | 6  | +2 | 4 |
| Ghána        | 3 | 0  | 2 | 1 | 6  | 8  | –2 | 2 |
| Salvador     | 3 | 0  | 1 | 2 | 2  | 8  | –6 | 1 |

| 1968. október 13. |

| Magyarország (HUN)                            | 4–0               | Salvador |
| --------------------------------------------- | ----------------- | -------- |
| Menczel 19' Dunai 47' Fazekas 51' Sárközi 68' | (1–0) Jegyzőkönyv |          |

| Jalisco stadion, Guadalajara Játékvezető: Diego de Leo (MEX) Asszisztensek: Felipe Buergo (MEX), Javier Galindo (MEX) |

| 1968. október 13. |

| Izrael (ISR)                          | 5–3               | Ghána                                                     |
| ------------------------------------- | ----------------- | --------------------------------------------------------- |
| Spigel 11' 75' Faigenbaum 16' 30' 70' | (3–2) Jegyzőkönyv | Jabir 18' 79' Gbadamosi 35' Attuquayefio 60′ Alhassan 89′ |

| León stadion, León Játékvezető: Michel Kitabdjian (FRA) Asszisztensek: Mariano Medina (ESP), Guillermo Velasquez (COL) |

| 1968. október 15. |

| Magyarország (HUN)    | 2–2               | Ghána                  |
| --------------------- | ----------------- | ---------------------- |
| Dunai 15' Menczel 17' | (2–2) Jegyzőkönyv | Sunday 12' Sampene 33' |

| Jalisco stadion, Guadalajara Játékvezető: Marujama Josijuki (JPN) Asszisztensek: Arturo Yamasaki (MEX), Javier Galindo (MEX) |

| 1968. október 15. |

| Izrael (ISR)                              | 3–1               | Salvador                  |
| ----------------------------------------- | ----------------- | ------------------------- |
| Talbi 20' Spiegler 44' Bar 85' Drucker 1′ | (2–1) Jegyzőkönyv | Martínez 35' Villalta 67′ |

| León stadion, León Játékvezető: Thompson Badru (NGA) Asszisztensek: Michel Kitabdjian (FRA), Mariano Medina (ESP) |

| 1968. október 17. |

| Magyarország (HUN) | 2–0               | Izrael    |
| ------------------ | ----------------- | --------- |
| Dunai 40' 75'      | (1–0) Jegyzőkönyv | Talbi 58′ |

| Jalisco stadion, Guadalajara Játékvezető: Arturo Yamasaki (MEX) Asszisztensek: Romualdo Arppi Filho (BRA), Alfonso Gonzales Archundia (MEX) |

| 1968. október 17. |

| Salvador (ESA) | 1–1               | Ghána    |
| -------------- | ----------------- | -------- |
| Rodríguez 42'  | (1–0) Jegyzőkönyv | Osei 55' |

| León stadion, León Játékvezető: Mariano Medina (ESP) Asszisztensek: Jean Louis Faber (GUI), Thompson Badru (NGR) |

#### D csoport
| Csapat        | M | Gy | D | V | G+ | G– | Gk  | P |
| ------------- | - | -- | - | - | -- | -- | --- | - |
| Bulgária      | 3 | 2  | 1 | 0 | 11 | 3  | +8  | 5 |
| Guatemala     | 3 | 2  | 0 | 1 | 6  | 3  | +3  | 4 |
| Csehszlovákia | 3 | 1  | 1 | 1 | 10 | 3  | +7  | 3 |
| Thaiföld      | 3 | 0  | 0 | 3 | 1  | 19 | –18 | 0 |

| 1968. október 14. |

| Guatemala (GUA)                | 1–0               | Csehszlovákia |
| ------------------------------ | ----------------- | ------------- |
| Stokes 28' Peña 82′ Torres 89′ | (1–0) Jegyzőkönyv | Pajerchin 88′ |

| Jalisco stadion, Guadalajara Játékvezető: Romualdo Arppi Filho (BRA) Asszisztensek: Abel Aguilar Elizalde (MEX), Diego de Leo (MEX) |

| 1968. október 14. |

| Bulgária (BUL)                                                             | 7–0               | Thaiföld |
| -------------------------------------------------------------------------- | ----------------- | -------- |
| Gjonin 25' Zsekov 55' Mihajlov 56' 61' Zafirov 73' Nikodimov 85' Ivkov 88' | (1–0) Jegyzőkönyv |          |

| León stadion, León Játékvezető: Guillermo Velasquez (COL) Asszisztensek: Raul Osorio Castillo (MEX), Jean Louis Faber (GUI) |

| 1968. október 16. |

| Csehszlovákia (TCH)       | 2–2               | Bulgária                |
| ------------------------- | ----------------- | ----------------------- |
| Jarabinský 25' Petráš 42' | (2–1) Jegyzőkönyv | Georgiev 44' Zsekov 77' |

| Jalisco stadion, Guadalajara Játékvezető: Abel Aguilar Elizalde (MEX) Asszisztensek: Alfonso Gonzales Archundia (MEX), Felipe Buergo (MEX) |

| 1968. október 16. |

| Guatemala (GUA)                                      | 4–1               | Thaiföld                     |
| ---------------------------------------------------- | ----------------- | ---------------------------- |
| Melgar Nelson 23' 85' Roldán 55' López 67' Hasse 60′ | (1–1) Jegyzőkönyv | Sornbutnark 44' Paholpat 52′ |

| León stadion, León Játékvezető: Jean Louis Faber (GUI) Asszisztensek: Guillermo Velasquez (COL), Raul Osorio Castillo (MEX) |

| 1968. október 18. |

| Csehszlovákia (TCH)                                                 | 8–0               | Thaiföld |
| ------------------------------------------------------------------- | ----------------- | -------- |
| Herbst 12' Petráš 17' 18' 67' Stratil 28' 34' Večerek 38' Krnáč 83' | (6–0) Jegyzőkönyv |          |

| Jalisco stadion, Guadalajara Játékvezető: Felipe Buergo (MEX) Asszisztensek: Arturo Yamasaki (MEX), Marujama Josijuki (JPN) |

| 1968. október 18. |

| Bulgária (BUL)           | 2–1               | Guatemala |
| ------------------------ | ----------------- | --------- |
| Nikodimov 50' Zsekov 84' | (0–0) Jegyzőkönyv | López 88' |

| León stadion, León Játékvezető: Raul Osorio Castillo (MEX) Asszisztensek: Thompson Badru (NGR), Michel Kitabdjian (FRA) |

### Egyenes kieséses szakasz
A csoportkörből továbbjutó nyolc csapat innentől kezdve egyenes kieséses rendszerben játszott tovább a győzelemért. A továbbjutásról egy mérkőzés döntött, aki nyert, továbbjutott. Ha a rendes játékidőben döntetlen eredmény született, kétszer tizenöt perces hosszabbítás következett. Ha ez idő alatt sem sikerült egyik csapatnak sem nyernie, pénzfeldobással döntötték el a továbbjutást.
|  |                              |               |                              |                             |   |              |                             |                             |                             |                             |               |       |       |
|  | Negyeddöntők                 | Negyeddöntők  | Negyeddöntők                 |                             |   | Elődöntők    | Elődöntők                   | Elődöntők                   |                             |                             | Döntő         | Döntő | Döntő |
|  | Negyeddöntők                 | Negyeddöntők  | Negyeddöntők                 |                             |   | Elődöntők    | Elődöntők                   | Elődöntők                   |                             |                             | Döntő         | Döntő | Döntő |
|  | Azteca stadion, Mexikóváros  |               |                              |                             |   |              |                             |                             |                             |                             |               |       |       |
|  |                              |               |                              |                             |   |              |                             |                             |                             |                             |               |       |       |
|  | A1                           | Franciaország | 1                            |                             |   |              |                             |                             |                             |                             |               |       |       |
|  | A1                           | Franciaország | 1                            | Azteca stadion, Mexikóváros |   |              |                             |                             |                             |                             |               |       |       |
|  | B2                           | Japán         | 3                            |                             |   |              |                             |                             |                             |                             |               |       |       |
|  | B2                           | Japán         | 3                            |                             |   | Japán        | Japán                       | 0                           |                             |                             |               |       |       |
|  | Jalisco stadion, Guadalajara |               |                              |                             |   | Japán        | Japán                       | 0                           |                             |                             |               |       |       |
|  |                              |               | Magyarország                 | Magyarország                | 5 |              |                             |                             |                             |                             |               |       |       |
|  | C1                           | Magyarország  | Magyarország                 | Magyarország                | 5 | 1            |                             |                             |                             |                             |               |       |       |
|  | C1                           | Magyarország  |                              |                             |   | 1            | Azteca stadion, Mexikóváros |                             |                             |                             |               |       |       |
|  | D2                           | Guatemala     | 0                            |                             |   |              |                             |                             |                             |                             |               |       |       |
|  | D2                           | Guatemala     | 0                            |                             |   | Magyarország | Magyarország                | 4                           |                             |                             |               |       |       |
|  | Cuauhtémoc stadion, Puebla   |               |                              |                             |   | Magyarország | Magyarország                | 4                           |                             |                             |               |       |       |
|  |                              |               | Bulgária                     | Bulgária                    | 1 |              |                             |                             |                             |                             |               |       |       |
|  | A2                           | Mexikó        | Bulgária                     | Bulgária                    | 1 | 2            |                             |                             |                             |                             |               |       |       |
|  | A2                           | Mexikó        | Jalisco stadion, Guadalajara |                             |   | 2            |                             |                             |                             |                             |               |       |       |
|  | B1                           | Spanyolország | 0                            |                             |   |              |                             |                             |                             |                             |               |       |       |
|  | B1                           | Spanyolország | 0                            |                             |   | Mexikó       | Mexikó                      | 2                           | Bronzmérkőzés               | Bronzmérkőzés               | Bronzmérkőzés |       |       |
|  | León stadion, León           |               |                              |                             |   | Mexikó       | Mexikó                      | 2                           | Bronzmérkőzés               | Bronzmérkőzés               | Bronzmérkőzés |       |       |
|  |                              |               | Bulgária                     | Bulgária                    | 3 |              |                             | Azteca stadion, Mexikóváros | Azteca stadion, Mexikóváros | Azteca stadion, Mexikóváros |               |       |       |
|  | C2                           | Izrael        | Bulgária                     | Bulgária                    | 3 | 1            |                             | Azteca stadion, Mexikóváros | Azteca stadion, Mexikóváros | Azteca stadion, Mexikóváros |               |       |       |
|  | C2                           | Izrael        |                              |                             |   |              |                             | Mexikó                      | Mexikó                      | 0                           |               |       |       |
|  | D1                           | Bulgária      | 1*                           |                             |   |              |                             | Mexikó                      | Mexikó                      | 0                           |               |       |       |
|  | D1                           | Bulgária      | 1*                           |                             |   | Japán        | Japán                       | 2                           |                             |                             |               |       |       |
|  |                              |               |                              |                             |   | Japán        | Japán                       | 2                           |                             |                             |               |       |       |

(*) Pénzfeldobással döntötték el a továbbjutás sorsát. A szerencse Bulgáriának kedvezett.

#### Negyeddöntők
Minden negyeddöntőt október 20-án rendeztek. A győztes csapatok továbbjutottak az elődöntőkbe.
| 1968. október 20. |

| Japán (JPN)                   | 3–1               | Franciaország |
| ----------------------------- | ----------------- | ------------- |
| Kamamoto 27' 59' Vatanabe 70' | (1–1) Jegyzőkönyv | Tamboueon 32' |

| Azteca stadion, Mexikóváros Játékvezető: Seyoum Tarekegn (ETH) Asszisztensek: Erwin Hieger (PER), Abraham Klein (ISR) |

| 1968. október 20. |

| Mexikó (MEX)           | 2–0               | Spanyolország |
| ---------------------- | ----------------- | ------------- |
| Morales 34' Pereda 48' | (1–0) Jegyzőkönyv |               |

| Cuauhtémoc stadion, Puebla Játékvezető: Milivoje Gugulović (YUG) Asszisztensek: Dimitar Rumencsev (BUL), George Lamptey (GHA) |

| 1968. október 20. |

| Magyarország (HUN) | 1–0               | Guatemala |
| ------------------ | ----------------- | --------- |
| Szűcs 69'          | (0–0) Jegyzőkönyv |           |

| Jalisco stadion, Guadalajara Játékvezető: Arturo Yamasaki (MEX) Asszisztensek: Romualdo Arppi Filho (BRA), Alfonso Gonzales Archundia (MEX) |

| 1968. október 20. |

| Bulgária (BUL) * | 1–1 (h. u.)       | Izrael         |
| ---------------- | ----------------- | -------------- |
| Hrisztakiev 5'   | (1–0) Jegyzőkönyv | Faigenbaum 89' |

| León stadion, León Játékvezető: Michel Kitabdjian (FRA) Asszisztensek: Guillermo Velasquez (COL), Thompson Badru (NGR) |

(*) Miután a hosszabbításban sem sikerült egyik csapatnak sem győznie, ezért pénzfeldobással döntötték el a továbbjutás sorsát. A szerencse Bulgáriának kedvezett.

#### Elődöntők
Mindkét elődöntőt október 22-én rendeztek. A győztes csapatok bejutottak a torna döntőjébe, a vesztesek pedig megmérkőztek a bronzéremért.
| 1968. október 22. |

| Magyarország (HUN)              | 5–0               | Japán |
| ------------------------------- | ----------------- | ----- |
| Szűcs 30' 60' 75' Novák 53' 65' | (1–0) Jegyzőkönyv |       |

| Azteca stadion, Mexikóváros Játékvezető: Romualdo Arppi Filho (BRA) Asszisztensek: Guillermo Velasquez (COL), Erwin Hieger (PER) |

| 1968. október 22. |

| Mexikó (MEX)           | 2–3               | Bulgária                             |
| ---------------------- | ----------------- | ------------------------------------ |
| Morales 39' Pulido 48' | (1–2) Jegyzőkönyv | Zsekov 8' Mihajlov 9' Veszelinov 58' |

| Jalisco stadion, Guadalajara Játékvezető: Seyoum Tarekegn (ETH) Asszisztensek: George Lamptey (GHA), Vancsaj Szuvari (THA) |

#### Helyosztók

##### Bronzmérkőzés
| 1968. október 24. |

| Japán (JPN)      | 2–0               | Mexikó |
| ---------------- | ----------------- | ------ |
| Kamamoto 20' 40' | (2–0) Jegyzőkönyv |        |

| Azteca stadion, Mexikóváros Nézőszám: 105 000 Játékvezető: Ávráhám Klein (ISR) Asszisztensek: Thompson Badru (NGR), Augusto Robles (GUI) |

##### Döntő
A mérkőzésen éles, kemény, sokszor durvaságig fajuló szabálysértések történtek. A játékvezető igyekezett figyelmeztetni azokat a játékosokat, akik összekeverték a más sportágaknál alkalmazható megmozdulásokat a labdarúgásban használhatókkal. Figyelmeztetés után - még nem voltak a fegyelmezést segítő lapok - kénytelen volt az ismétlődő durvaság miatt a kiállításhoz folyamodni. A bolgár csapat a győzelmi kényszer miatt nem tért át a sportszerű játékra, folytatta a durvaságokat, ezért újabb kiállítás következett, és ide kapcsolódik egy súlyosan sportszerűtlen magatartásból eredő - a játékvezetőhöz vágott labda okán történt - újabb bolgár kiállítás. A magyar csapat sem úszta meg, egy törlesztésnél náluk is történt egy kiállítás. A játékvezető következetesen alkalmazta a szabályokat, de a játékosok a cél elérése érdekében meg nem engedett eszközöket igyekeztek alkalmazni.
| 1968. október 26. |

| Bulgária (BUL)                            | 1–4               | Magyarország                             |
| ----------------------------------------- | ----------------- | ---------------------------------------- |
| Veszelinov 20' 43′ Ivkov 44′ Mihajlov 44′ | (1–2) Jegyzőkönyv | Menczel 41' Dunai 42' 49' Juhász 62' 85′ |

| Azteca stadion, Mexikóváros Nézőszám: 75 000 Játékvezető: Diego de Leo (MEX) Asszisztensek: Arturo Yamasaki (MEX), Alfonso Gonzales Archundia (MEX) |

| Az 1968. évi nyári olimpiai játékok férfi labdarúgótornájának olimpiai bajnoka |
| · MAGYARORSZÁG · 3. cím                                                        |
| ------------------------------------------------------------------------------ |

## Góllövőlista
A tornán összesen száztizenhat gól született, ami a harminckét mérkőzésre leosztva 3,63-as átlagot jelent.

A legtöbb gólt Magyarország nemzeti válogatottja lőtte, szám szerint tizennyolcat. Ezeken összesen hét játékos osztozott.

A tizenhat résztvevő közül minden csapatnak sikerült legalább egy gólt szereznie.
A góllövőlista élén a japán Kunishige Kamamoto végzett hét góllal. Őt hat góllal követte a magyar Dunai Antal. A képzeletbeli dobogó harmadik fokán négyes holtversenyben végzett a szintén magyar Szűcs Lajos, a bolgár Petar Zsekov, a csehszlovák Ladislav Petras és az izraeli Jehoshua Faygenbaum.

| Gólok száma | Nemzet        | Név (nevek)                                                                   |
| ----------- | ------------- | ----------------------------------------------------------------------------- |
| 7           | Japán         | Kunishige Kamamoto                                                            |
| 6           | Magyarország  | Dunai Antal                                                                   |
| 4           | Bulgária      | Petar Zsekov                                                                  |
| 4           | Csehszlovákia | Ladislav Petras                                                               |
| 4           | Izrael        | Jehoshua Faygenbaum                                                           |
| 4           | Magyarország  | Szűcs Lajos                                                                   |
| 3           | Bulgária      | Atanasz Mihajlov                                                              |
| 3           | Franciaország | Charles Tamboueon                                                             |
| 3           | Magyarország  | Menczel Iván                                                                  |
| 3           | Mexikó        | Héctor Pulido, Vicente Pereda                                                 |
| 2           | Brazília      | Fernando Ferretti, Sebastiao Silva                                            |
| 2           | Bulgária      | Aszparuh Nikodimov, Cvetan Veszelinov                                         |
| 2           | Csehszlovákia | Pavel Stratil                                                                 |
| 2           | Franciaország | Marc-Kanyan Case                                                              |
| 2           | Ghána         | Jabir Malik                                                                   |
| 2           | Guatemala     | Alberto López, N. Armando Melgar                                              |
| 2           | Guinea        | Bouya Camara                                                                  |
| 2           | Izrael        | Giora Shpigel                                                                 |
| 2           | Japán         | Vatanabe Maszasi                                                              |
| 2           | Magyarország  | Novák Dezső                                                                   |
| 2           | Mexikó        | Albino Morales                                                                |
| 2           | Nigéria       | Kenneth Olayombo                                                              |
| 2           | Spanyolország | José Grande                                                                   |
| 1           | Bulgária      | Georgi Hrisztakiev, Ivajlo Georgiev, Ivan Zafirov, Kiril Ivkov, Mihail Gjonin |
| 1           | Csehszlovákia | Jiri Vecerek, Josef Jarabinsky, Mikulas Krnac, Milos Herbst                   |
| 1           | Franciaország | Daniel Horlaville, Daniel Perrigaud, Gérard Hallet                            |
| 1           | Ghána         | Gabadamosi Amusa, Ibrahim Sunday, Kofi Osei, Sammy Sampene                    |
| 1           | Guatemala     | David Stokes, Jorge Roldán                                                    |
| 1           | Guinea        | Mamadou Camara, Morlaye Camara                                                |
| 1           | Izrael        | Feiwel Bar, Mordechai Shpiegler, Rachamim Talbi                               |
| 1           | Kolumbia      | Alfonso Jaramillo, Fabio Mosquera, Gustavo Santa, Javier Tamayo               |
| 1           | Magyarország  | Fazekas László, Juhász István, Sárközi István                                 |
| 1           | Mexikó        | Cesáreo Victorino, Luis Estrada                                               |
| 1           | Nigéria       | Peter Anieke, Samuel Okoye                                                    |
| 1           | Salvador      | Juan Ramón Martínez, Mauricio Rodríguez                                       |
| 1           | Spanyolország | Fernando Ortuno, Juan Fernández                                               |
| 1           | Thaiföld      | Udomsilp Sornbutnark                                                          |

### Öngólszerzők
| Gólok száma | Nemzet | Név (nevek)     |
| ----------- | ------ | --------------- |
| 1           | Mexikó | Humberto Medina |

## Végeredmény
Kizárólag az első négy helyezett sorrendje számít hivatalosnak, ugyanis csak ezekért a pozíciókért játszottak helyosztókat. A további sorrend meghatározásához az alábbiak lettek figyelembe véve:
- hanyadik körig jutott az adott csapat (negyeddöntő, selejtezőcsoportok)
- az adott körben a vele együtt kieső csapatokkal összevetve sorrendben a több pont, majd a jobb gólátlag rangsorolt (a pont és a gólátlag számítását lásd a táblázat alatt)

| Helyezés | Nemzet              | M | Gy | D | V | G+ | G– | Gk  | P  |
| -------- | ------------------- | - | -- | - | - | -- | -- | --- | -- |
| Arany    | Magyarország (HUN)  | 6 | 5  | 1 | 0 | 18 | 3  | +15 | 11 |
| Ezüst    | Bulgária (BUL)      | 6 | 3  | 2 | 1 | 16 | 10 | +6  | 8  |
| Bronz    | Japán (JPN)         | 6 | 3  | 2 | 1 | 9  | 8  | +1  | 8  |
| 4.       | Mexikó (MEX)        | 6 | 3  | 0 | 3 | 10 | 9  | +1  | 6  |
| 5.       | Spanyolország (ESP) | 4 | 2  | 1 | 1 | 4  | 2  | +2  | 5  |
| 6.       | Izrael (ISR)        | 4 | 2  | 1 | 1 | 9  | 7  | +2  | 5  |
| 7.       | Guatemala (GUA)     | 4 | 2  | 0 | 2 | 6  | 4  | +2  | 4  |
| 8.       | Franciaország (FRA) | 4 | 2  | 0 | 2 | 9  | 7  | +2  | 4  |
| 9.       | Csehszlovákia (TCH) | 3 | 1  | 1 | 1 | 10 | 3  | +7  | 3  |
| 10.      | Brazília (BRA)      | 3 | 0  | 2 | 1 | 4  | 5  | –1  | 2  |
| 10.      | Kolumbia (COL)      | 3 | 1  | 0 | 2 | 4  | 5  | –1  | 2  |
| 12.      | Ghána (GHA)         | 3 | 0  | 2 | 1 | 6  | 8  | –2  | 2  |
| 13.      | Guinea (GUI)        | 3 | 1  | 0 | 2 | 4  | 9  | –5  | 2  |
| 14.      | Nigéria (NGR)       | 3 | 0  | 1 | 2 | 4  | 9  | –5  | 1  |
| 15.      | Salvador (ESA)      | 3 | 0  | 1 | 2 | 2  | 8  | –6  | 1  |
| 16.      | Thaiföld (THA)      | 3 | 0  | 0 | 3 | 1  | 19 | –18 | 0  |